# サンド・ホーク
サンド・ホーク（英: Sandhawk）は、1966年にアメリカ合衆国のサンディア国立研究所が開発した単段式観測ロケット。アメリカ原子力委員会のために行われた実験の一環として、1966年から1974年に8回打ち上げられた。

## 性能
- 重量：700 kg
- 推力：80 kN（離陸時）
- 最高高度：約 200 km
- 直径：0.33 m
- 全長：7.53 m